# Медрано, Джованни Антонио
Джованни Антонио Медрано (итал. Giovanni Antonio Medrano; 11 декабря 1703, Шакка, Сицилия − 1760, Неаполь) — итальянский архитектор и инженер.

## Биография
Будущий архитектор родился 11 декабря 1703 года в Шакка|Шакке на Сицилии. Ещё подростком он переехал со своей семьей в Испанию, в 1719 году начал военную карьеру в составе королевского инженерного корпуса; в звании подпоручика участвовал в испанском походе по отвоеванию Сицилии, а через два года был назначен в гарнизоны княжества Каталония (Валенсия и Мурсия), специализировался в проектировании крупных сооружений военной обороны, таких как крепость Монжуик (Montjuic) в Барселоне, которую он построил в 1730 году.
В 1729 году Медрано было поручено организовать дороги для путешествия королевской семьи во главе с Филиппом V и Изабель де Фарнезе из Мадрида в Севилью. Он стал бригадным генералом в армии Карла III Бурбона испанского, короля Неаполя и Сицилии (под именем Карла VII) в 1734—1759 годах. После битвы при Битонто и победы над Габсбургами в 1734 году король Карл приказал Медрано поставить памятный обелиск в Битонто. В Севилье он был учителем королевских принцев: инфанта дона Карлоса и его братьев.
В 1731 году Медрано покинул Севилью, чтобы сопровождать инфанта дона Карлоса, герцога Пармы и Пьяченцы, в его путешествии по Италии. С 1732 по 1734 год он оставался на службе у инфанта, обучая его географии, истории и математике, а также военному делу и архитектуре во время его пребывания во Флоренции, Парме и Пьяченце. О его усилиях и трудах свидетельствует тот факт, что в 1733 году он был произведен в лейтенанты, а позднее и уже в Неаполе, в 1737 году получил звание бригадного генерала, а затем и должность главного инженера Королевства.
За короткий промежуток времени между 1734 и 1738 годами Джованни Антонио Медрано руководил работами по расширению дворца вице-королевства (1734). По его проекту был возведён театр Сан-Карло в Неаполе (1737). Он также осуществлял проектирование и первую фазу строительства Королевского дворца в Портичи (1737—1738). В последние годы он окончательно сменил архитектора Антонио Каневари в качестве управляющего строительством нового королевского дворца Каподимонте в Неаполе (1734—1759).
Медрано также стал «Главным королевским префектом математики Неаполитанского королевства» (Major Regius Praefectus Mathematicis Regni Neapolitani).
В 1738 году Медрано вместе с инженером из Сарагосы Роке Хоакином де Алькубьерре начал раскопки Геркуланума, что положило начало его археологической деятельности. Не исключено, что вскоре после этого он возобновил свою работу военным инженером, так как в 1746 году он подписал контракт на работу в Неаполе, но далее сведения о нём отсутствуют. Предположительно, архитектор скончался в Неаполе в 1760 году.

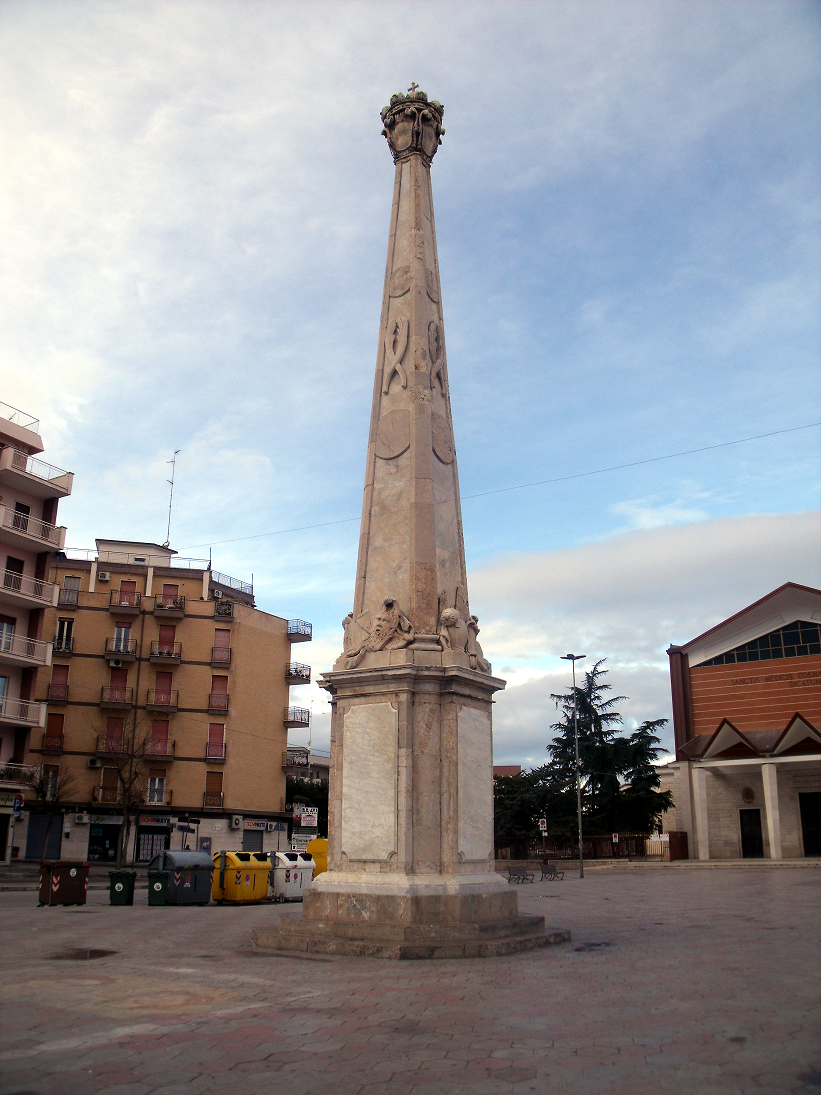
Oбелиск в Битонто. 1734
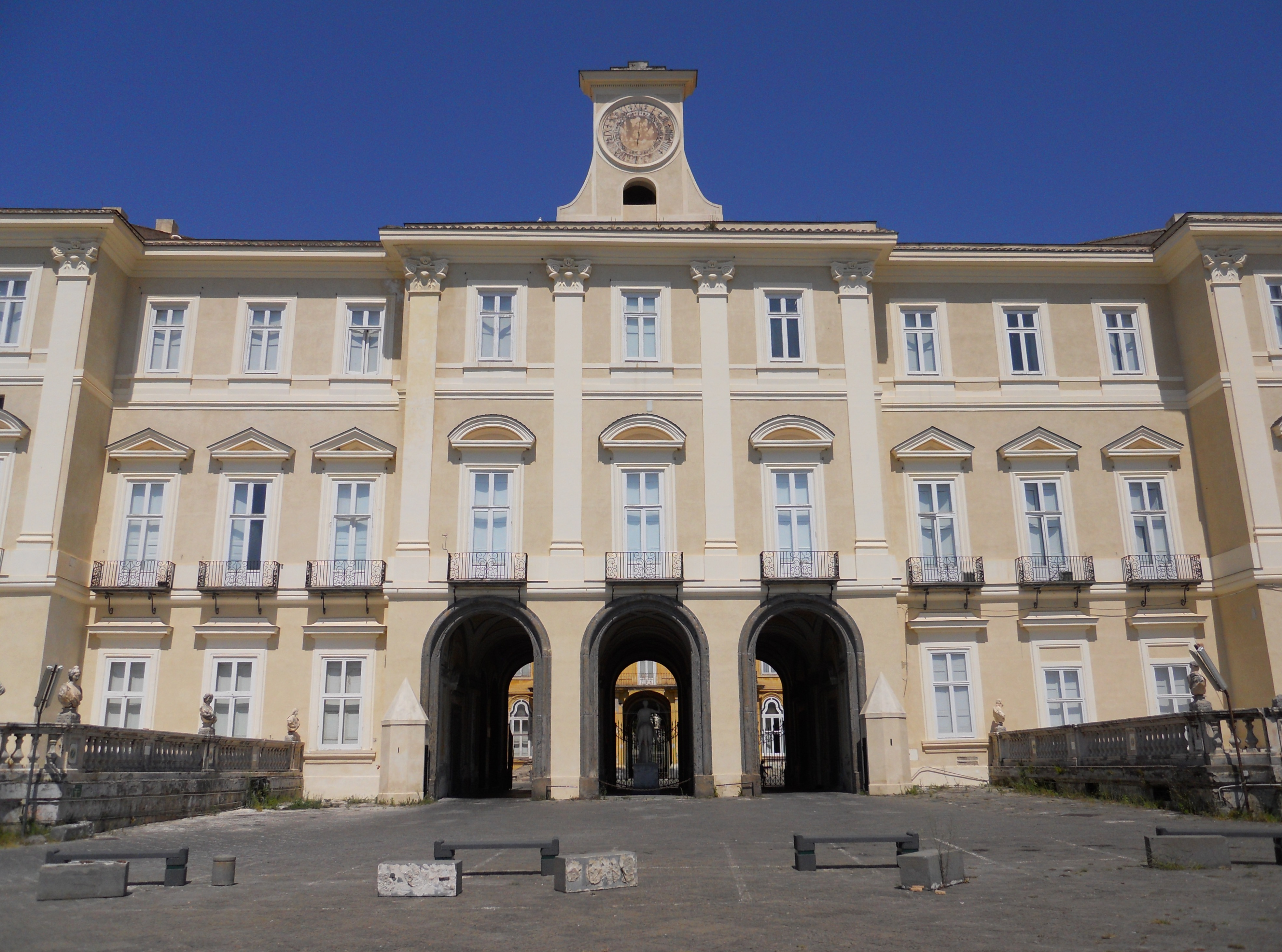
Королевский дворец в Портичи. Центральный ризалит. Проект 1741 г.
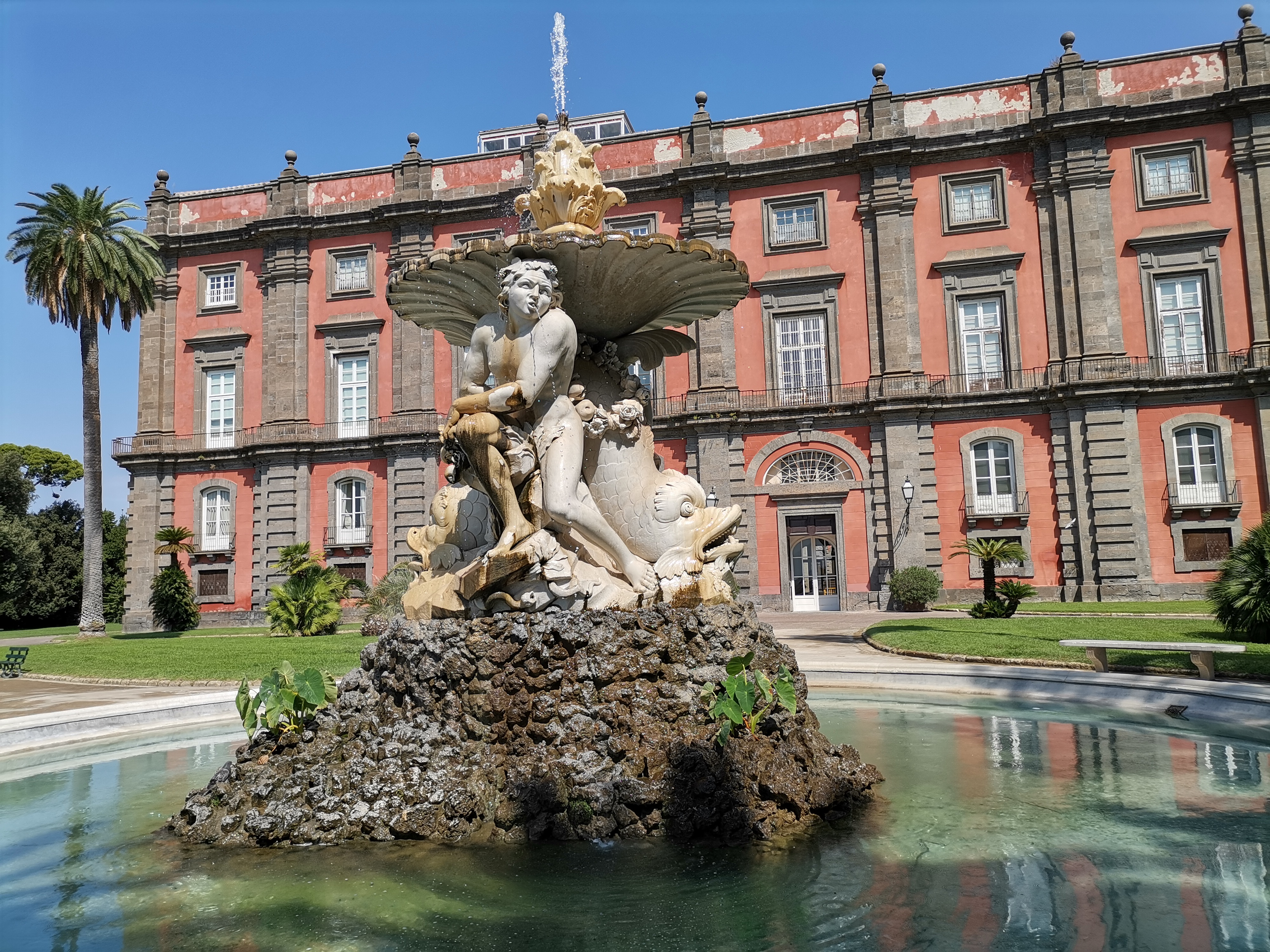
Фонтан Бельведера дворца Коподимонте
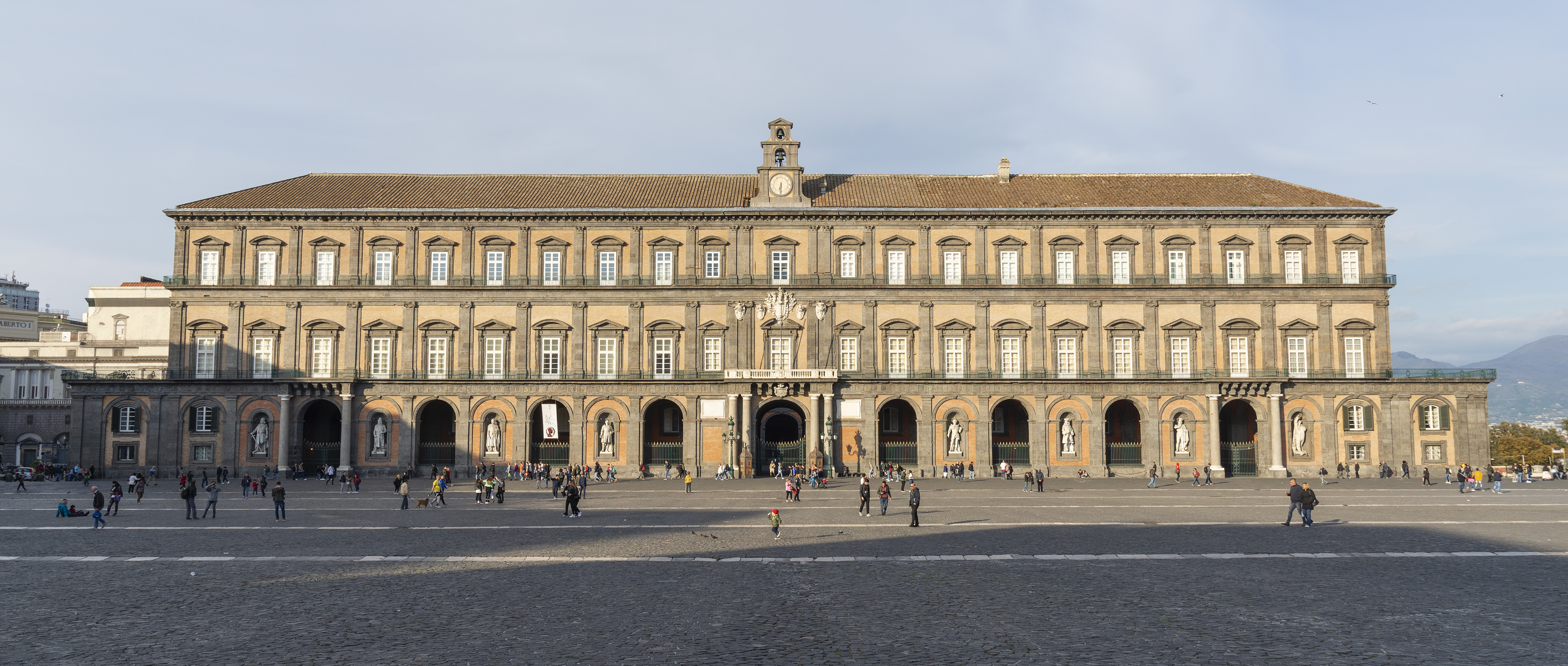
Королевский дворец в Неаполе
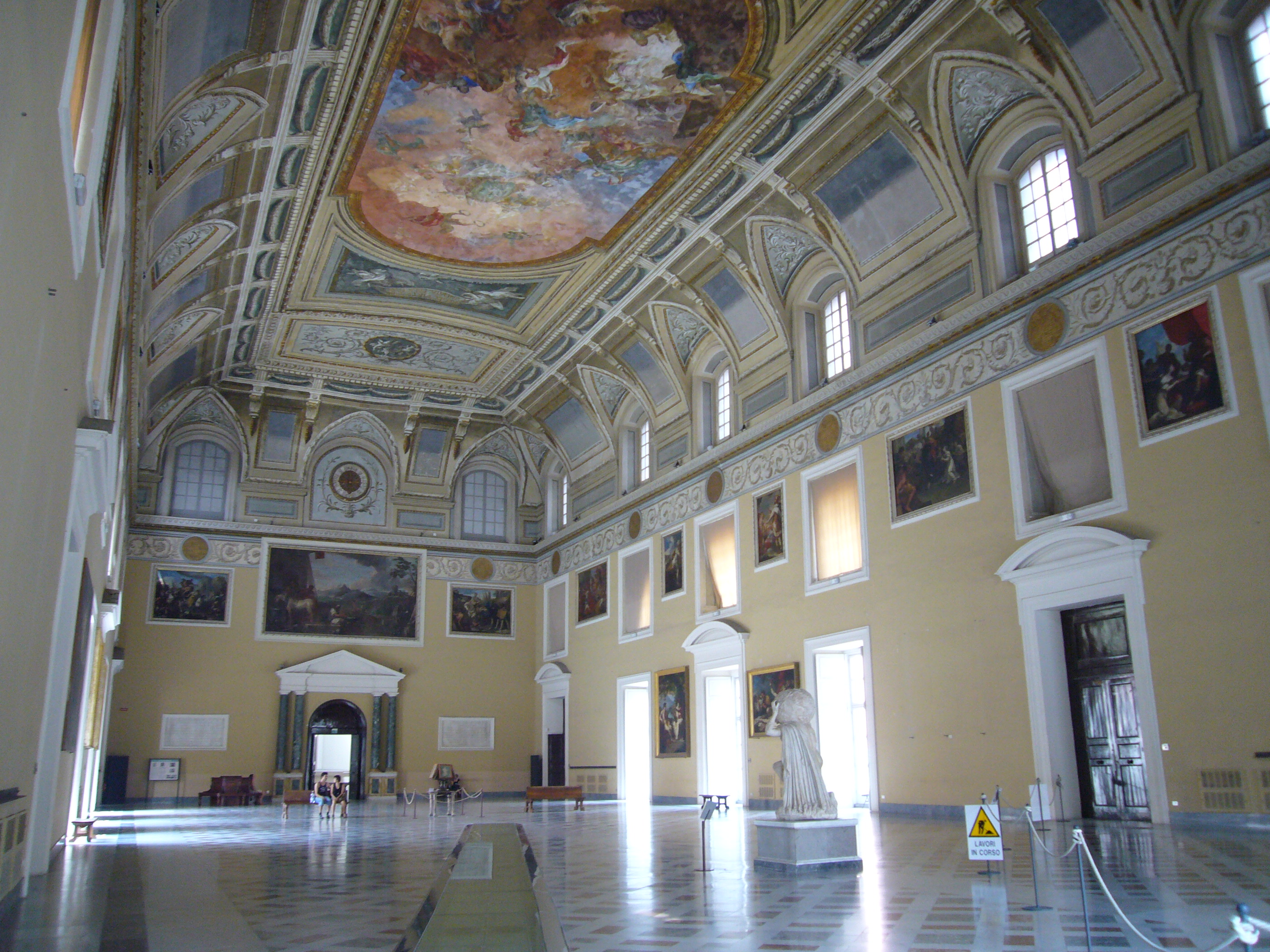
Зала Меридиана Королевского дворца в Неаполе
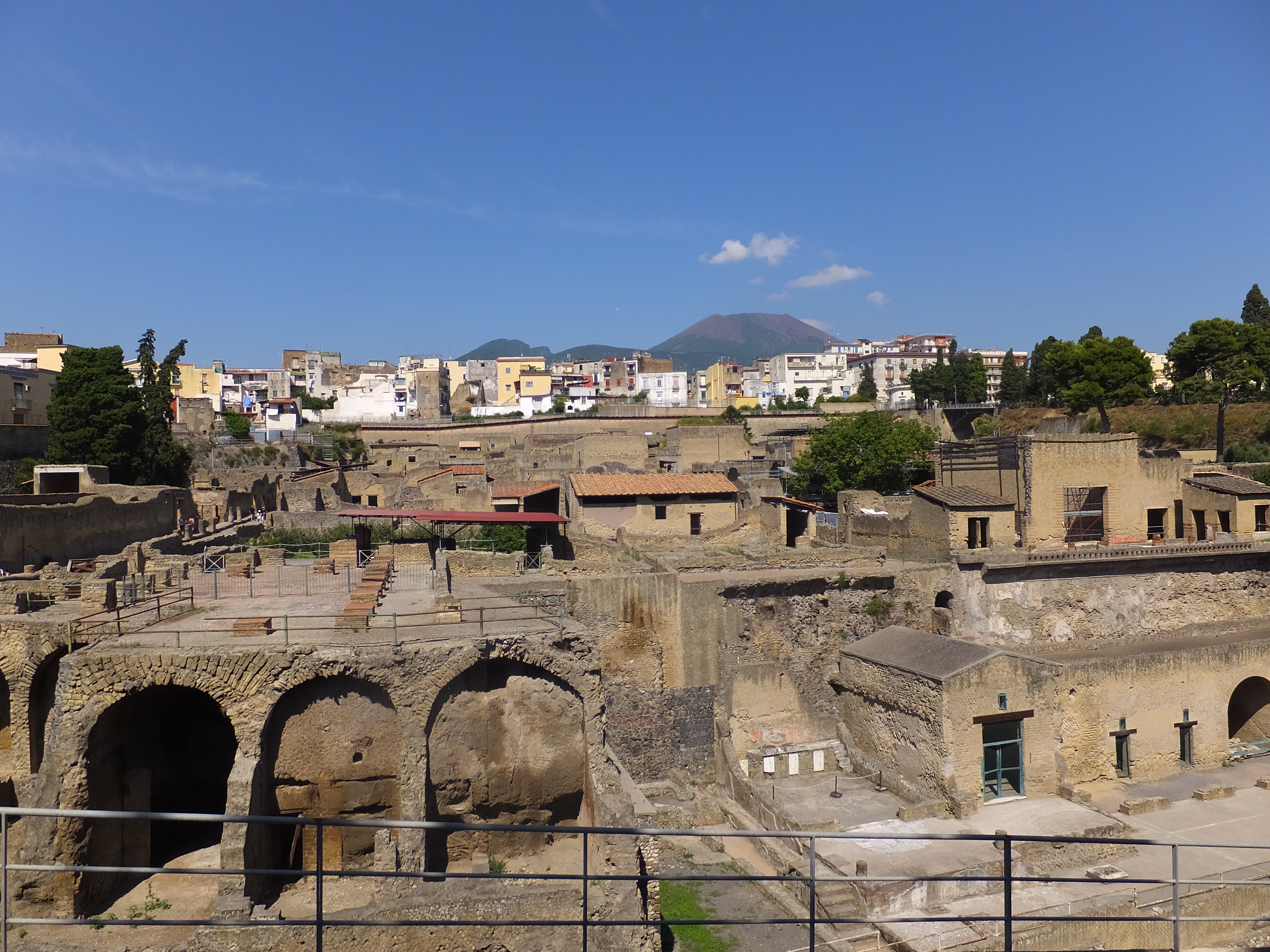
Раскопки Геркуланума